# Сальково (Галичский район)
Сальково — деревня в составе Дмитриевского сельского поселения Галичского района Костромской области России.

## География
Деревня расположена недалеко от главного хода Транссибирской магистрали.

## История
Согласно Спискам населённых мест Российской империи в 1872 году деревня относилась к 1 стану Галичского уезда Костромской губернии. В ней числилось 5 дворов, проживало 19 мужчин и 20 женщин.
Согласно переписи населения 1897 года в деревне проживало 64 человека (26 мужчины и 38 женщин).
Согласно Списку населённых мест Костромской губернии в 1907 году деревня относилась к Ногатинской волости Галичского уезда Костромской губернии. По сведениям волостного правления за 1907 год в деревне числилось 13 крестьянских дворов и 73 жителя. Основными занятиями жителей деревни были сельское хозяйство и плотницкий промысел.
До 2010 года деревня относилась к Челменскому сельскому поселению.